# Архиепархия Манисалеса

Герб архиепархии Манисалеса

Архиепархия Манисалеса (лат. Archidioecesis Manizalensis) — архиепархия Римско-Католической церкви с центром в городе Манисалес, Колумбия. В митрополию Сантьяго-де-Кубы входят епархии епархии Армении, Ла-Дорады-Гвадуаса, Перейры. Кафедральным собором архиепархии Манисалеса является церковь Пресвятой Девы Марии Розария.

## История
11 апреля 1900 года Святой Престол учредил епархию Манисалеса, выделив её из архиепархии Попаяна и епархии Медельина (сегодня — Архиепархия Медельина). В этот же день епархия Манисалеса вступила в митрополию Попаяна.
24 февраля 1902 года епархия Манисалеса вошла в митрополию Медельина.
17 декабря 1952 года епархия Манисалеса передала часть своей территории для возведения новых епархий Армении и Перейры.
10 мая 1954 года Римский папа Пий XII издал буллу «Ob arduum», которой возвёл епархию Манисалеса в ранг архиепархии.
29 марта 1984 года архиепархия Манисалеса передала часть своей территории для возведения новой епархии Ла-Дорады-Гвадуаса.

## Ординарии епархии
- епископ Gregorio Nacianceno Hoyos Yarza (11.03.1901 — 28.10.1921);
- епископ Tiberio Salazar Herrera (6.07.1912 — 7.07.1932);
- епископ Juan Manoel González Arbeláez (3.07.1933 — 6.06.1934);
- архиепископ Луис Конча Кордоба (13.07.1935 — 18.05.1959) — назначен архиепископом Боготы;
- архиепископ Arturo Duque Villegas (7.07.1959 — 23.05.1975);
- архиепископ Хосе де Хесус Пимьенто Родригес (22.05.1975 — 15.10.1996) — кардинал с 14.02.2015;
- архиепископ Fabio Betancur Tirado (15.10.1996 — 7.10.2010);
- архиепископ Gonzalo Restrepo Restrepo (7.10.2010 — по настоящее время).

## Источник
- Annuario Pontificio, Libreria Editrice Vaticana, Città del Vaticano, 2003, ISBN 88-209-7422-3
- Булла Ob arduum Архивная копия от 3 сентября 2013 на Wayback Machine, AAS 46 (1954), стр. 641